# Challenger de Lüdenscheid 2021
El torneo Platzmann-Sauerland Open 2021 fue un torneo profesional de tenis. Perteneció al ATP Challenger Tour 2021. Se disputó en su 1ª edición sobre superficie tierra batida, en Lüdenscheid, Alemania entre el 16 al el 22 de agosto de 2021.

## Jugadores participantes del cuadro de individuales
| Favorito | País                        | Jugador                 | Rank1 | Posición en el torneo |
| -------- | --------------------------- | ----------------------- | ----- | --------------------- |
| 1        | Bandera de España           | Pablo Andújar           | 75    | Primera ronda         |
| 2        | Bandera de España           | Pedro Martínez          | 76    | Primera ronda         |
| 3        | Bandera de España           | Roberto Carballés Baena | 96    | Segunda ronda, retiro |
| 4        | Bandera de Alemania         | Daniel Altmaier         | 124   | CAMPEÓN               |
| 5        | Bandera de Bolivia          | Hugo Dellien            | 142   | Baja                  |
| 6        | Bandera de Argentina        | Juan Manuel Cerúndolo   | 148   |                       |
| 7        | Bandera de Rusia            | Roman Safiullin         | 162   | Segunda ronda         |
| 8        | Bandera de los Países Bajos | Robin Haase             | 226   | Segunda ronda, retiro |
| 9        | Bandera de Francia          | Constant Lestienne      | 245   | Segunda ronda         |

- 1 Se ha tomado en cuenta el ranking del 9 de agosto de 2021.

### Otros participantes
Los siguientes jugadores recibieron una invitación (wild card), por lo tanto ingresan directamente al cuadro principal (WC):
- Rudolf Molleker
- Marvin Möller
- Shintaro Mochizuki

Los siguientes jugadores ingresan al cuadro principal tras disputar el cuadro clasificatorio (Q):
- Javier Barranco Cosano
- Filip Jianu
- Matteo Martineau
- Genaro Alberto Olivieri

## Campeones

### Individual Masculino
- Daniel Altmaier derrotó en la final a  Nicolás Jarry, 7–6(1), 4–6, 6–3

### Dobles Masculino
- Ivan Sabanov /  Matej Sabanov derrotaron en la final a  Denys Molchanov /  Aleksandr Nedovyesov, 6–4, 2–6, [12–10]